# Людендорф, Эрих
Э́рих Фри́дрих Вильге́льм Лю́дендорф (нем. Erich Friedrich Wilhelm Ludendorff; 9 апреля 1865 — 20 декабря 1937) — немецкий генерал и политик. В Первую мировую войну — первый генерал-квартирмейстер и заместитель Гинденбурга, начальника третьего верховного командования сухопутных войск. Внес значительный вклад в победу под Танненбергом. На нем лежала ответственность за организацию неудачного весеннего наступления в 1918 году, окончательно истощившего силы имперской армии. В годы Веймарской республики принимал участие в капповском путче в 1920 году и в гитлеровском путче в 1923 году. Разочаровавшись в нацистах, в 1928 году отошел от политики. Автор концепции «тотальной войны», которую изложил в конце своей жизни в одноимённой книге.

## Ранние годы
Родился в деревне Крушевня (пол. Kruszewnia) возле Познани (Пруссия, ныне территория Польши), сын Августа Вильгельма Людендорфа (1833—1905). Старший брат астронома Ганса Людендорфа. Хотя Людендорф и не относился к юнкерству, он имел отдалённую связь с последним через мать — Клару Жанетту Генриетту фон Темпельхоф (нем. Klara Jeanette Henriette von Tempelhoff), дочь Фридриха Августа Наполеона фон Темпельхофа (нем. Friedrich August Napoleon von Tempelhoff) и его жены Жаннетты Вильгельмины Дзембовской (нем. Jeannette Wilhelmine von Dziembowska, из германизированного польского рода).
Рос на небольшой семейной ферме и получил начальное домашнее образование. Учителями были тётка и местный священник. Благодаря отличным знаниям математики и трудовой этики поступил в кадетскую школу в Плёне, которую закончили многие немецкие офицеры и принцы из Дома Гогенцоллернов. В апреле 1877 года был принят в Плёнский корпус, а после окончания трёхлетнего курса учёбы в 1880 году поступил в Королевское прусское главное кадетское учебное заведение, размещавшееся с 1878 года в Гросс-Лихтерфельде — неподалёку от Берлина. Здесь будущий генерал провёл ещё два года.
Несмотря на происхождение, Людендорф женился на дочери богатого фабриканта Маргарите Пернет, урождённой Шмидт (нем. Margarete Schmidt; 1875—1936).

## Военная карьера
Во время учёбы Людендорф показал выдающиеся способности. В числе других кадетов, успешно завершивших курс кадетского корпуса, он был 15 апреля 1882 г. произведён в лейтенанты и получил своё первое назначение — субалтерн-офицером в 57-й (8-й Вестфальский) пехотный полк, дислоцированный в Везеле. Полк входил в состав 14-й пехотной дивизии. В рядах полка Людендорф провёл немногим менее пяти лет. В январе 1887 г. молодой лейтенант Людендорф был откомандирован в Берлин на учёбу в Королевский военно-гимнастический институт, в котором готовили инструкторов по гимнастике, фехтованию и штыковому бою. В институте Людендорф провёл полгода, а затем в июне 1887 г. был переведён в дислоцированный в Вильгельмсхафене 2-й морской полубатальон. Во время службы в Вильгельмсхафене Людендорф познакомился с морской службой, и принял участие в заграничных плаваниях — в Скандинавию и к берегам Британских островов. В морском батальоне Людендорф провёл три года, а 1 июля 1890 г. он был произведён в обер-лейтенанты и переведён на вакансию во Франкфурт-на-Одере в 8-й (1-й Брауншвейгский) лейб-гренадерский Фридриха Вильгельма III полк. Шефом полка был сам кайзер, а 2-м шефом — вдовствующая великая герцогиня Мекленбург-Шверинская Александрина, двоюродная бабка кайзера Вильгельма II. Полк, которым на тот момент командовал полковник барон Пауль фон Коллас, входил в состав 5-й пехотной дивизии. Для карьеры офицера Генштаба требовалось получение высшего военного образования. Людендорфу было необходимо поступить  и успешно окончить находившуюся в Берлине прусскую Военную академию, основанную в 1810 г. Герхардом фон Шарнхорстом. Это было совсем не просто, даже для человека со способностями выше среднего. Людендорф успешно сдал вступительные экзамены и в октябре 1890 г. он был зачислен на 1-й курс Военной академии. Он показал блестящие результаты, и в июне 1893 г. окончил академию. В начале 1894 г. он был командирован за казённый счёт в Российскую империю в качестве военного наблюдателя. Людендорф провёл в России, прежде всего в Москве и Санкт-Петербурге, три месяца, практикуясь в русском языке и изучая состояние русской армии. По возвращении из России Эрих Людендорф был 1 апреля 1894 г. официально зачислен в Большой Генеральный штаб и в марте 1895 г. произведён в капитаны. 1 марта 1896 г. Людендорф был переведён  в штаб IV армейского корпуса, размещавшийся в городе Магдебурге на средней Эльбе. Через два года  — 1 апреля 1898 г.  — он получил назначение командиром роты 61-го (8-го Померанского) пехотного фон дер Марвица полка, дислоцированного в Торне (Западная Пруссия) и входившего в состав 35-й пехотной дивизии. 1 июля 1900 г. был переведён в штаб 9-й пехотной дивизии. Следующим местом службы был город Позен. Сюда Людендорф был назначен 1 июля 1902 г., когда был произведён в майоры и назначен 1-м офицером Генштаба, т.е. начальником Оперативного отдела штаба V армейского корпуса. Наконец, Людендорф, накопивший к этому времени большой опыт, был 1 апреля 1904 г. отозван в Берлин и назначен на службу в Большой Генеральный штаб. Он был назначен во 2-й отдел, который занимался вопросами стратегического развёртывания армии на случай начала войны. С 1 октября 1906 г.  он одновременно также являлся преподавателем тактики и военной истории в берлинской Военной академии. 1 апреля 1908 г. стало для Людендорфа чрезвычайно важной вехой: в этот день он был, во первых, произведён в подполковники, а во вторых, назначен начальником 2-го отдела.  Находясь на этом посту Людендорф активно принимал участие в подробной разработке плана Шлиффена, в частности, преодоления бельгийских фортификационных сооружений вокруг Льежа. Также он пытался подготовить немецкую армию к грядущей войне.
В 1913 году социал-демократы стали наиболее мощной партией в рейхстаге. Они сильно урезали финансирование содержания армии, наращивания резервов и разработки нового вооружения (например, осадных пушек Круппа). Значительные средства направлялись в развитие военно-морских сил. За непреклонный характер Людендорф был снят с занимаемой должности в Генеральном штабе и 27 января 1913 года назначен командиром 39-го Нижнерейнского фузилёрного полка, дислоцированного в Дюссельдорфе. Полк входил в состав 27-й пехотной бригады 14-пехотной дивизии VII армейского корпуса.

## Первая мировая война

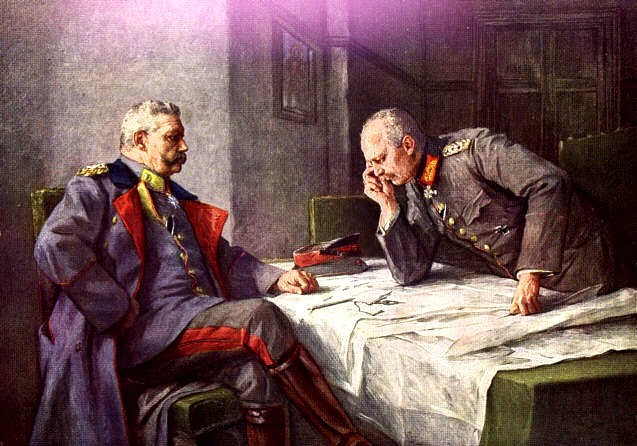
Пауль фон Гинденбург (слева) и Эрих Людендорф (справа) в штабе

В начале Первой мировой войны был назначен заместителем начальника штаба 2-й немецкой армии под командованием Карла фон Бюлова. Назначением он во многом был обязан знаниям и предыдущей работе по изучению фортов, окружавших Льеж. Людендорф получил народное признание в августе 1914 года, когда Германия начала боевые действия по плану Шлиффена. Сам Людендорф придерживался постепенного осуществления этого плана, причём первым этапом должен быть Восточный фронт. Он предлагал первым делом исключить Российскую империю из участников войны — с помощью основного военного удара.
5 августа, после первой крупной неудачи во время штурма Льежа, Людендорф стал во главе 14-й бригады, командующий которой был убит. Под его командованием бригада прорвалась между двумя фортами под их огнём и захватила центр города, но окружающие город форты продолжали сопротивление. К 16 августа последний форт Льежа пал, что позволило немецкой армии продолжать наступление. Людендорф как герой осады Льежа был удостоен высшей немецкой награды — Pour le Mérite.
Немецкие войска, сдерживающие русское наступление на Кёнигсберг, не справлялись. Через неделю после падения Льежа, во время штурма другой бельгийской крепости в Намюре, Людендорф был отозван кайзером для службы в качестве начальника штаба 8-й армии на восточном фронте.
Людендорф прибыл на восточный фронт вместе с Паулем фон Гинденбургом, который был отозван из отставки, чтобы заменить командующего Максимилиана Притвица, предлагавшего отступить и оставить Восточную Пруссию русским. Гинденбург при помощи Людендорфа и Макса Гофмана смог разбить русские войска во время Восточно-Прусской операции.
В августе 1916 года Эрих фон Фалькенхайн оставил пост начальника германского Полевого генерального штаба, и его место занял Гинденбург. Людендорф получил должность генерал-квартирмейстера (заместитель начальника штаба). Для прорыва Британской блокады Людендорф дал добро на неограниченную подводную войну, что явилось его грубым стратегическим просчётом, поскольку это послужило одной из причин вступления США в военные действия в апреле 1917 года.
После отречения российского царя Николая II в марте 1917 года Людендорф согласился на возвращение в Россию через Германию большевиков во главе с Лениным в надежде на заключение мира. После того как Россия выбыла из войны, Людендорф участвовал в переговорах с новым правительством России. В результате в марте 1918 года был подписан Брестский мир. В это же время Людендорф как главнокомандующий разрабатывал и приводил в исполнение план генерального наступления на Западном фронте, известного как весеннее наступление. Эта попытка завершить войну решающим ударом в конечном итоге потерпела неудачу, и в результате Людендорф 26 октября 1918 года ушёл в отставку.
После завершения войны бежал из Германии в Швецию.

## Послевоенные годы
Во время изгнания написал несколько книг и статей о немецкой армии. В то же время он считается одним из основателей теории об «Ударе ножом в спину». Людендорф был убеждён, что Германия вела исключительно оборонительную войну. Он считал, что кайзер Вильгельм II не смог провести хорошую кампанию по контрпропаганде.
Подозрительно относился к социал-демократам и левым, которых он обвинял в унижении Германии за заключение Версальского мира. Он также обвинял предпринимательский класс (особенно евреев) в слабой поддержке, поскольку считал, что они ставят свои финансовые интересы выше патриотических соображений. В начале 1920-х годов был членом тайной ультраправой организации Aufbau Vereinigung, ставившей целью свержение Веймарской республики и установление авторитарного режима правых.
Возмущался проходившими в конце войны стачками, создававшими «внутренний фронт» и якобы разлагавшими боевой дух солдат во время временного отступления.  Был убеждён, что немецкий народ так и не понял, что было на кону во время этой войны — силы Антанты, по его мнению, начали войну с целью уничтожить немецкое государство.

## Политическая карьера
В 1920 году (по другим источникам — весной 1919) возвратился в Германию. Руководители Веймарской республики собирались послать его и нескольких других генералов (в том числе и Августа фон Макензена) для реформирования Национальной Революционной Армии Китая, но приказ был отменён из-за ограничений Версальского мира, да и высылка из страны столь известных генералов могла повредить репутации правительства.
Людендорф испытывал сильную неприязнь к политикам, обвинял их в отсутствии патриотизма, национального духа. Политические взгляды Людендорфа, как немецкого националиста, привели его к правым партиям.  Оказал поддержку развивающейся Национал-социалистической немецкой рабочей партии. Адольф Гитлер был одним из немногих немецких политиков, которых Людендорф уважал.
В 1923 году участвовал в Пивном путче, во время которого прошел через кордоны полиции, которая не осмелилась стрелять в героя войны. И хотя путч окончился неудачей, на последовавшем судебном процессе в Мюнхене Людендорф был оправдан.
И. о. генконсула США в Мюнхене в то время Роберт Мёрфи в своих мемуарах свидетельствовал, что «во время суда над ним Людендорф осудил свой оправдательный приговор как грубое нарушение закона, поскольку его подельники были признаны виновными».
В мае 1924 года был избран в рейхстаг от NSFB (Национал-социалистическое освободительное движение, нем. Nationalsozialistische Freiheitsbewegung), где и работал до 1928 года. В 1925 году он участвовал в президентских выборах от НСДАП, но набрал всего лишь 285 793 голосов (1,07 %). В качестве причин называют его участие в Пивном путче, которое повредило репутации Людендорфа, а также слишком скромную избирательную кампанию — он полагался на свой образ героя минувшей войны.
Разойдясь во взглядах и с Гинденбургом и с Гитлером,  основал в 1925 году новое движение — «Танненбергский союз».

## Последние годы
В 1928 году ушёл из политики, также покинув и НСДАП. Он больше не доверял Гитлеру и считал его ещё одним популистом. Людендорфу приписывалось письмо, которое он якобы отправил президенту Паулю фон Гинденбургу после назначения Гитлера канцлером:

Назначив Гитлера рейхсканцлером, Вы выдали наше немецкое отечество одному из наибольших демагогов всех времён. Я торжественно предсказываю Вам, что этот человек столкнёт наше государство в пропасть, ввергнет нашу нацию в неописуемое несчастье. Грядущие поколения проклянут Вас за то, что Вы сделали.— Из письма Людендорфа к Гинденбургу от 1 февраля 1933 года.
Однако провидческое письмо Людендорфа Гинденбургу оказалось не более чем легендой.
Позднее ушёл в изоляцию от общественной жизни, уединившись со своей второй женой Матильдой фон Кемниц (нем. Mathilde von Kemnitz; 1874—1966). Написал несколько книг, в которых пришёл к выводу, что в мировых проблемах виноваты христиане, евреи и масоны. Вместе с Матильдой основал «Общество познания бога» (нем. Bund für Gotteserkenntnis) — эзотерическое общество, которое существует и по сей день. Фриц Тиссен назвал вторую жену Людендорфа главной виновницей его странного поведения: германские промышленники возлагали на Эриха надежды как на деятеля старой империи, уход в антирелигию разочаровал их.
В 1930 году основал новый, религиозный союз «Германский народ». Основной целью созданных им союзов была борьба с «внутренними врагами государства»: евреями, масонами и марксистами.
После прихода НСДАП к власти «Танненбергский союз» и «Германский народ» были запрещены.
В 1935 году Гитлер за заслуги в становлении НСДАП нанёс Людендорфу визит. Он предложил бывшему соратнику звание фельдмаршала, но Людендорф отказался, сказав: «Фельдмаршалами рождаются, а не становятся».
Умер от рака в Тутцинге в Баварии в 1937 году. Гитлер приказал похоронить Людендорфа со всеми почестями. Могила находится в Тутцинге.

## Семья
Слабость к женскому полу всегда отличала Людендорфа. Был женат дважды; первая жена Маргарита (в первом браке Пернет), женщина редкой красоты, развелась со своим мужем, чтобы выйти за Людендорфа. Людендорф был жёсток по отношению к своей семье; двое приёмных сыновей от первого брака, Эрих и Франц Пернет, оба пилоты, погибли в ходе Первой мировой войны (Эрих погиб 22 марта 1918, а Франц 5 сентября 1917). Третий приёмный сын, Пернет, Хайнц Отто Курт, так же как и братья, служил в авиации, но выжил. Был осуждён за участие в Пивном путче и позже стал бригадефюрером СА. Также у Людендорфа была приёмная дочь Маргот.
В 1926 году Людендорф развёлся и женился на неврологе и философе Матильде фон Кемнитц (в девичестве Шпис), попав под её полное влияние. Матильда считала, что все беды — от евреев, христиан и масонов и пропагандировала «германскую религию». Людендорф оказался изолированным от общества и армии и потерял своё влияние. Когда в 1930-х годах он начал высказываться против тирании Гитлера, его никто не поддержал.

## Образ в кино
- «Гитлер: Восхождение дьявола» / «Hitler: The Rise of Evil» (Канада, США; 2003) режиссёр Кристиан Дюге, в роли генерала Людендорфа — Фридрих фон Тун.
- «Чудо-женщина» / «Wonder Woman» (США; 2017) режиссёр Пэтти Дженкинс, в роли генерала Людендорфа — Дэнни Хьюстон.

## Сочинения
- Ludendorff E. Meine Kriegserinnerungen, 1914—1918. — Berlin, 1919.
- Der totale Krieg. Ludendorffs Verlag, München 1935.

Русский перевод:
- Людендорф Э. Мои военные воспоминания. 1914—1918 г. Перевод О. Г. Морович. Том 1, с портретом автора, автографом-предисловием к русскому изданию, со многими картами в тексте и 7 отдельными большими картами. Издание Торговый дом Milan Auman& Co.Krsko, Slovenia, Jugoslavia,389 с. Без даты,предисловие для русского издания: «Рождество 1921-го г.».
- Людендорф Э. Мои воспоминания о войне 1914—1918 гг. Архивная копия от 20 июля 2019 на Wayback Machine / Перевод с 5-го немецкого издания под ред А. Свечина. — Т. 1—2. — М., 1923—1924.